# Шарафутдинов, Марсель Ирикович
Марсель Ирикович Шарафутдинов (р. 30 сентября 2000) — российский шашист (Уфа, Башкортостан). Мастер спорта. Тренеры — М. В. Пекерский, А. П. Мельников. Бронзовый призёр командного чемпионата России (2014). Чемпион мира по русским шашкам в возрастной группе «Надежды» (юноши до 10 лет), бронза первенства Европы 2010 года по стоклеточным шашкам в основной и молниеносной программах в возрастной группе «Надежды» (юноши до 10 лет), чемпион России в 100 и 64 в своей возрастной группе. Член сборной России 2011 года в группе «Юноши и девушки (11-13 лет)». В 10 лет стал самым юным участником чемпионата мира среди взрослых, проходившего в июле 2011 года в Уфе. В 2012 году, в 11 лет, участвовал в Чемпионате России по международным шашкам среди мужчин (официальное название чемпионат ФМШ по международным шашкам среди мужчин). Победитель первенства Европы по стоклеточным шашкам среди юношей до 13 лет в 2012 году, бронзовый призёр первенства мира по блицу среди кадетов (до 16 лет) в 2013 году. В 2014 году выиграл первенство  Европы по блицу среди кадетов до 16 лет. Марсель Шарафутдинов является семикратным победителем первенства России по шашкам, победителем чемпионатов Мира и Европы. Учился в Башкирской гимназии № 158 им. Мустая Карима Кировского района городского округа город Уфа Республики Башкортостан. В составе сборной школы МБОУ БГ № 158 им. М. Карима вместе с Кристиной Осиповой занял 1 место в командном первенстве Российской Федерации по русским шашкам «Чудо-шашки» 2013, 2014 годов.
Обладатель Кубка России по международным шашкам 2015.
FMJD-Id: 17208